# Romuald Zawodnik
Romuald Zawodnik (ur. 12 kwietnia 1959 w Pionkach) – polski samorządowiec, burmistrz Pionek w latach 2006-2009, ponownie wybrany na ten urząd w 2014 roku, harcmistrz.

## Życiorys
Absolwent Wydziału Budownictwa Lądowego Politechniki Krakowskiej (1983). W latach 1970–1990 w Związku Harcerstwa Polskiego.
W wyborach samorządowych 2006 r. wybrany został na urząd burmistrza miasta Pionki z listy bezpartyjnego komitetu wyborców "Wspólne Pionki". 9 grudnia 2008 r. Rada Miasta wygasiła jego mandat w drodze uchwały. Zawodnik bezskutecznie odwoływał się od tej uchwały i 9 marca 2009 r. ostatecznie ustąpił ze stanowiska. Sąd Najwyższy odmówił przyjęcia jego skargi.
W nowych wyborach, które odbyły się w czerwcu 2009 r., bezskutecznie ubiegał się o reelekcję. Podczas wyborów samorządowych w 2014 r. został wybrany w II turze ponownie na Urząd Burmistrza Pionek.
Odznaczony Złotym Krzyżem Zasługi (2008) oraz Krzyżem Wolności i Solidarności (2015).